# Saussurea pseudo-tilesii
Saussurea pseudo-tilesii là một loài thực vật có hoa trong họ Cúc. Loài này được Lipsch. miêu tả khoa học đầu tiên năm 1954.